# Harpers Ferry Model 1803
O Harpers Ferry Model 1803 ou Harper's Ferry M1803, foi o primeiro rifle padrão (em oposição a um mosquete com cano de alma lisa), feito por um arsenal americano.

## Histórico
Os rifles já existiam muito antes do século XVII, mas raramente eram usados pelas forças militares. Para ser eficaz, a bala de um rifle precisava se encaixar perfeitamente no cano. Isso permitiria que a bala a"garrasse" o estriamento do cano quando a arma fosse disparada, e o estriamento faria a bala girar tornando-a mais estável e precisa. No entanto, as armas dos XVI e XVII eram carregadas pela "boca" do cano (antecarga), e a pólvora negra usada na época, rapidamente sujava o cano. Os rifles, com suas balas justas, logo se tornavam inutilizáveis. Os mosquetes com cano de alma lisa com balas mais folgadas eram muito menos precisos, mas não apresentavam esse problema. Os exércitos, portanto, tendiam a favorecer as armas com cano de alma lisa.
Os militares dos EUA, no entanto, tomaram nota da precisão dos rifles. A precisão dos "long rifles" americanos, como os Pensilvânia Rifles e os Kentucky Rifles, excedia em muito a de qualquer arma de cano de alma lisa. Os rifles não substituiriam os mosquetes no campo de batalha até que a invenção da Minié ball resolvesse o problema de incrustação no cano, mas antes disso, muitos rifles eram usados pelas forças dos EUA.
Os primeiros rifles usados foram importados de fabricantes estrangeiros de armas. Em 1803, o secretário da Guerra Henry Dearborn escreveu sobre a utilidade de um rifle de cano curto, sendo mais fácil de atacar as posições inimigas e "menos sucetível a ser atingido pelo fogo inimigo". Ele especificou que o novo rifle deveria "não exceder 33 polegadas" e ter uma bala de "peso de um trigésimo de libra, cerca de calibre .54". Sob a direção de Dearborn, o departamento de guerra emitiu uma ordem para o novo rifle em 25 de maio de 1803. Joseph Perkin, superintendente do recém-criado Harper's Ferry Armory, foi encarregado do projeto do novo rifle. Perkin e vários outros armeiros criaram vários padrões a partir das instruções de Dearborn e, em novembro de 1803, esses padrões foram apresentados ao Departamento de Guerra. Com algumas pequenas alterações, um desses padrões foi aprovado e tornou-se o Model 1803. Dearborn ficou tão impressionado que elogiou Perkin por apresentar um "padrão excelente" e um pedido foi feito para 2.000 rifles. Com base no sucesso e desempenho do rifle, Dearborn posteriormente expandiu a produção de 2.000 para 4.000 rifles. Em novembro de 1805, Dearborn também pediu a Perkin para criar uma pistola de cavaleiro que era, em muitos aspectos, uma versão reduzida do rifle M1803.
Perkin e Dearborn planejavam produzir 2.000 rifles por ano, no entanto, o rifle provou ser mais difícil de produzir do que o esperado, devido às dificuldades mecânicas e também ao grande trabalho manual necessário para finalizar cada rifle. A produção também foi retardada por surtos de malária nos verões de 1805 e 1806, o que reduziu a mão de obra disponível em Harpers Ferry. A encomenda de 4.000 rifles foi finalmente concluída em 1807.
Uma segunda série de produção foi encomendada em 1814. Esta produção durou até 1819, e um total de 15.703 rifles foram produzidos nesta época.
O Harper's Ferry M1803 foi mais tarde substituído pelo rifle comum M1814, e os subsequentes: rifle comum M1817 e Rifle Hall M1819, quando se decidiu que uma arma mais simples e robusta era necessária.

## Características do projeto
O Harpers Ferry M1803 usava um mecanismo de pederneira para efetuar o disparo. O cano do rifle M1803 era intencionalmente curto, com 33 polegadas, tornando-o menos preciso que um rifle longo como os Pensilvânia e os Kentucky, o cano mais curto sofria menos com problemas obstrução devido a sujeira. O cano tinha formato externo octogonal ou redondo, de acordo com as especificações de Dearborn. A arma disparava balas do calibre .54. Os rifles posteriores tinham um cano de 36 polegadas.
A coronha era feita de de nogueira e apresentava um batente bem definido e punho estreito. A coronha continha um "patch box" de latão e peças complementares também de latão eram usadas em todo o rifle. O rifle tinha 49 polegadas de comprimento. Os rifles posteriores tinham um cano mais longo, o que aumentava seu comprimento total para 52 polegadas.

## Variantes

### Produção inicial
Alguns historiadores acreditam que um pequeno número de Harpers Ferry M1803 foram produzidos para a expedição de Lewis e Clark. Também é possível que os 1794 contract rifle tenham sido modificados no arsenal Harpers Ferry, encurtando os canos, retificando-os e refazendo o estriamento para o calibre .54. Os registros do arsenal não são exatos sobre o assunto, pois parece que o primeiro protótipo do 1803 foi produzido seis meses depois que Lewis deixou Maryland. Os M1803 posteriores tinham um cano ligeiramente mais leve do que a primeira versão de produção e tinham outras pequenas diferenças, como uma placa de bloqueio do mecanismo de pederneira mais fina e um guarda-mato mais estreito. O cano tinha 36 polegadas de comprimento na segunda versão.

### Primeira produção
Os rifles da primeira produção tinham um cano de 33 polegadas. Os primeiros modelos tinham a parte inferior do octógono do cano arredondada. Em 1805 isso foi alterado e os fundos foram deixados octogonais, o que resultou em um cano um pouco mais pesado. Os parafusos de madeira usados foram forjados à mão. Todos os rifles de primeira produção receberam um número de série.

### Segunda produção
Várias pequenas alterações foram feitas para a segunda produção. O comprimento do cano foi aumentado para 36 polegadas. Pequenas alterações foram feitas no gatilho, a placa de bloqueio e o cão foram modificados significativamente e o "patch box" foi aumentado. Todos os parafusos foram feitos à máquina em vez de forjados à mão. Os rifles de segunda produção não receberam um número de série,

## Controvérsia de Lewis e Clark
O rifle foi citado como sendo usado por Lewis e Clark em sua expedição em um panfleto do Serviço de Parques Nacionais pelo historiador Carl P. Russell. Ele escreveu que se sabe "que Lewis pegou alguns dos novos rifles M1803 em preparação para a expedição". Desde então, houve controvérsia sobre essa declaração. Alguns alegaram que nenhum dos fuzis M1803 estaria disponível e que a expedição teria levado contract rifles 1792 ou 1794 encurtados. Outros alegaram que a expedição levou rifles de pré-produção, protótipos do rifle M1803. Outros ainda pensam que os rifles de 1792 que a expedição modificou e levou foram a inspiração para os rifles que se tornaram o Harpers Ferry M1803.

## Utilização
Independentemente de seu uso por Lewis e Clark, o rifle foi levado para a batalha de York durante a Guerra de 1812 pelos homens do 1º Regimento de rifles dos EUA, liderados por Benjamin Forsyth. Liderando o desembarque americano, eles infligiram pesadas baixas ao "8th Regiment of Foot", praticamente aniquilando sua companhia de granadeiros. Presumivelmente, foi emitido para as outras companhias do Regimento, como a de Daniel Appling. Assim, teria recebido um bom serviço em muitos compromissos, incluindo a vitória americana em Big Sandy Creek. Também durante a Guerra de 1812, o batedor de Harrison, Peter Navarre, carregava um Harper's Ferry M1803 que ainda está em posse da Biblioteca Pública de Toledo. Peter posou com o rifle em várias fotografias tiradas em preparação para seu retrato pintado por William Henry Machen, que ainda está pendurado na Biblioteca Pública de Toledo. Na época em que foi substituído pelo rifle comum M1817 e pelo Rifle Hall M1819, o Harpers Ferry M1803 era carregado por tropas regulares do exército no que mais tarde se tornariam Kansas, Arkansas, Novo México, Oklahoma, Colorado, Nebraska, Dakota do Sul e Texas. Ele influenciou o mercado de tal forma que rifles menores se tornaram mais comuns, e inspirou armeiros civis, que fizeram os rifles de planície e os rifles de montanha, usados no Oeste pelos homens da montanha e exploradores e em todos os lugares por civis como rifles esportivos.